# Maratonvärldsmästerskapen i kanotsport
Maratonvärldsmästerskapen i kanotsport är ett internationellt idrottsevenemang i kanotsport som arrangeras av International Canoe Federation. Kanot-VM har ägt rum varje icke-olympiskt år sedan 1970.

## Värdstäder
- 1988 – Nottingham, Storbritannien
- 1990 – Köpenhamn, Danmark
- 1992 – Brisbane, Australien
- 1994 – Amsterdam, Nederländerna
- 1996 – Vaxholm, Sverige
- 1998 – Kapstaden, Sydafrika
- 1999 – Győr, Ungern
- 2000 – Dartmouth, Kanada
- 2001 – Stockton-on-Tees, Storbritannien
- 2002 – Zamora, Spanien
- 2003 – Valladolid, Spanien
- 2004 – Bergen, Norge
- 2005 – Perth, Australien
- 2006 – Tremolat, Frankrike
- 2007 – Győr, Ungern
- 2008 – Týn nad Vltavou, Tjeckien
- 2009 – Gaia, Portugal
- 2010 – Banyoles, Spanien
- 2011 – Singapore
- 2012 – Rom, Italien
- 2013 – Köpenhamn, Danmark
- 2014 – Oklahoma City, USA
- 2015 – Győr, Ungern
- 2016 – Brandenburg an der Havel, Tyskland
- 2017 – Pietermaritzburg, Sydafrika
- 2018 – Vila Verde, Portugal
- 2019 – Shaoxing, Kina
- 2021 – Pitesti, Rumänien
- 2022 – Ponte de Lima, Portugal
- 2023 – Vejen, Danmark
- 2024 – Metković, Kroatien